# 北村昭斎
北村 昭斎（きたむら しょうさい、1938年1月19日 - 2023年7月7日）は、漆芸家。元奈良文化女子短期大学客員教授。螺鈿の重要無形文化財保持者（人間国宝）。本名、北村謙一。

## 略歴
1938年、漆芸家の北村大通の長男として奈良県に生まれる。東京藝術大学美術学部工芸科卒業後、早川電機工業（現在のシャープ）工業デザイン部門を経て、父のもとで漆芸の制作と文化財修理を行う。1998年、紫綬褒章受章。1999年、重要無形文化財保持者（人間国宝）に認定された。2008年、旭日小綬章受章。
2023年7月7日、クモ膜下出血のため、奈良市の自宅で死去した。85歳没。

## 受賞歴
紫綬褒章、文部大臣賞、日本工芸会賞、朝日新聞社賞他。